# Meerzorg
Meerzorg (Sranan Tongo: Ansu) é uma cidade no Suriname, localizada na margem oriental do rio Suriname, em frente à capital Paramaribo. Sua população no censo de 2012 era de 12 405. Desde 2000, está ligada a Paramaribo pela Ponte Jules Wijdenbosch, em homenagem ao ex-presidente Jules Wijdenbosch.

## História
Meerzorg é nomeada após a plantação de cana-de-açúcar Meerzorg. A plantação foi fundada no final do século XVII e foi originalmente chamada de Plantage Amsinck. Em 10 de outubro de 1712, Jacques Cassard capturou a plantação para a França e ameaçou Paramaribo do outro lado do rio Suriname. As negociações começaram e, em 27 de outubro, Cassard saiu com ƒ747 350 (€ 8,1 milhões em 2018) em bens e escravos. Para proteger Paramaribo e Commewijne de futuros ataques, o Forte New-Amsterdam foi construído e inaugurado em 1747.
Em 15 de março de 1907, os proprietários das plantações anunciaram um grande plano: uma linha de bonde seria estabelecida entre Spieringshoek e Meerzorg, a United Fruit Company começaria a carregar bananas em um novo cais e uma balsa a vapor conectaria Meerzorg a Paramaribo. Em 26 de agosto de 1907, os planos foram cancelados e o proprietário pensava em vender a fazenda. Em 1915, a plantação foi comprada pelo governo para ser reaproveitada para agricultura de pequena escala e projetos habitacionais suburbanos. Devido à proximidade de Paramaribo, foram construídas fábricas em Meerzorg. Em 1930, a plantação foi ampliada por um pôlder, e a nova terra foi usada para o cultivo de arroz. Meerzorg começou a crescer e, em 1948, tinha uma população de 4.000 pessoas. Em 1958, o distrito de Commewijne foi expandido para incluir Meerzorg aumentando sua população.
Em 1931, uma balsa foi aberta entre Meerzorg e Paramaribo, mas para melhorar o acesso à parte leste do Suriname, a ponte Jules Wijdenbosch foi inaugurada em 20 de maio de 2000, substituindo a balsa. A ponte faz parte da Ligação Leste-Oeste. Houve repetidos pedidos para reabrir um serviço de balsa para bicicletas e pedestres. O cais da balsa foi atualizado para uma zona turística a partir de 2012.
Meerzorg foi designado como um centro regional e área suburbana para Paramaribo e houve muitos projetos de construção no início do século XXI. Em 2006, foi anunciado o plano Richelieu para construir 4.000 casas no local da antiga plantação em corporação com o Departamento de Desenvolvimento da cidade holandesa de Amsterdão.
Meerzorg também foi o lar do Cinema Ansoe, um cinema art déco de madeira único, inaugurado em 28 de novembro de 1958. A partir de 2013, o cinema estava em ruínas com janelas quebradas.

## Outros assentamentos
A vila de Laarwijk está localizada no resort Meerzorg.
Os Brooskampers Maroons viveram nas plantações de Rorac e Klaverblad entre 1863 e 1917.

## Parque Natural Pepperpot

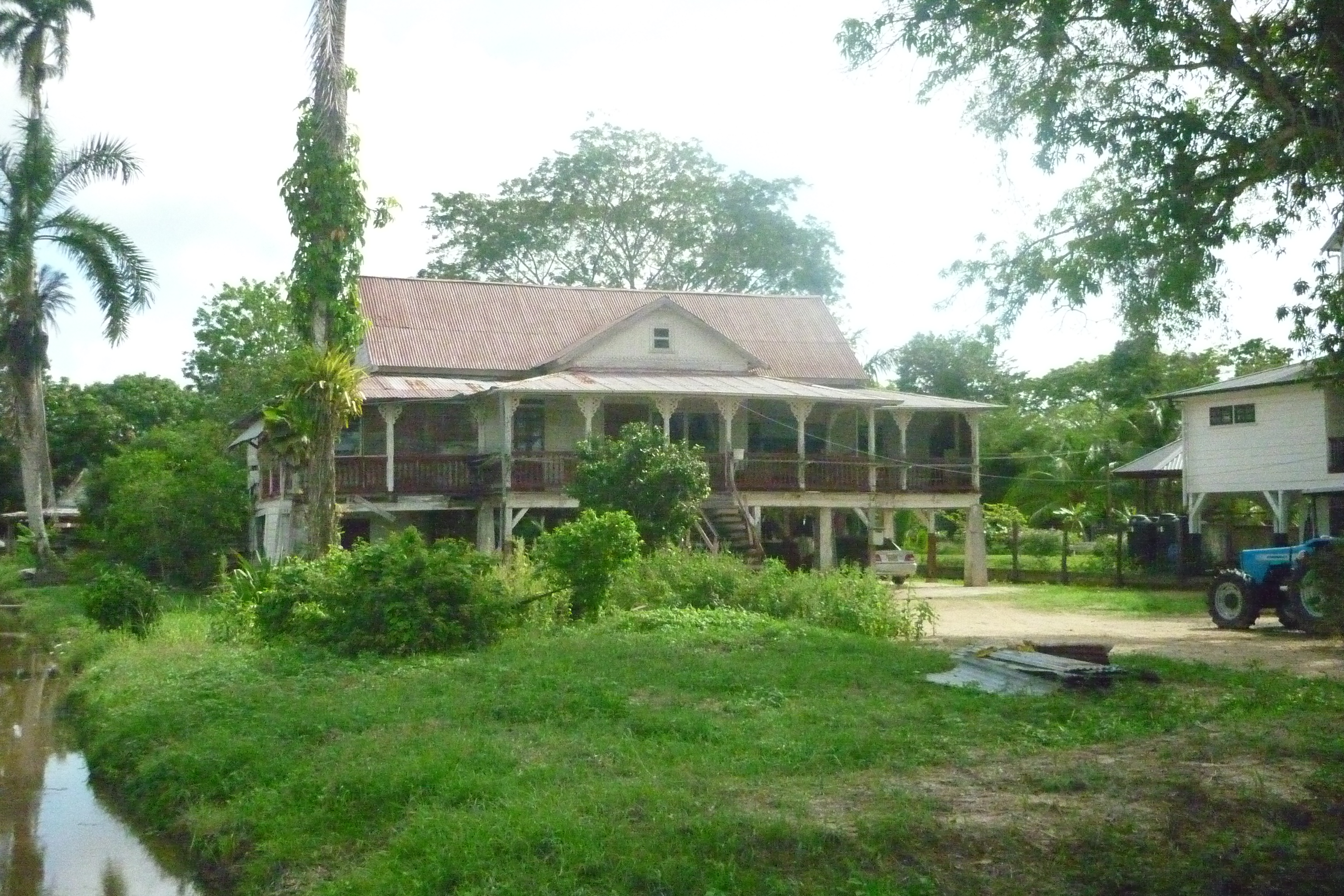
Casa de plantação de pimenta

Peperpot é uma antiga plantação de café localizada ao sul da cidade de Meerzorg. É uma das plantações mais antigas. O ano exato da fundação não é conhecido, mas foi logo após 1692. A plantação permaneceu em produção até 1998. A plantação foi transformada em um parque natural de 700 hectares e abriga muitos pássaros e animais. O parque natural foi inaugurado em 2009 e foi financiado pelo World Wide Fund for Nature e pelo Nationale Postcode Loterij.

## Esportes
O Meerzorg Stadion, um estádio multifuncional, está localizado em Meerzorg, perto do East-West Link. O estádio é a casa dos clubes SVB Hoofdklasse SV Excelsior e SV Nishan 42. O estádio tem capacidade para 1.300 pessoas.